# Setina lata
Setina lata là một loài bướm đêm thuộc phân họ Arctiinae, họ Erebidae.